# Commissions exécutives
Pour les articles homonymes, voir Commission exécutive.
Les Commissions exécutives sont des institutions révolutionnaires créées par la Convention nationale le 12 germinal an II (1er avril 1794) pour remplacer les six ministères composant le Conseil exécutif provisoire. Elles cessèrent de fonctionner avec la mise en place de la Constitution de l'an III le 4 brumaire an IV (26 octobre 1795).

## Contexte historique
C'est au début du printemps de l'an II que la Convention nationale adopta le rapport de Carnot sur la suppression du Conseil exécutif qui était entré en fonction plus d'un an et demi plus tôt, à la suite de la chute du trône et de la Révolution du 10 août 1792.
En effet, c'est au moment de la « lutte des factions » que celui-ci monta à la tribune de la Convention pour présenter, au nom du Comité de salut public, le 12 germinal (1er avril), ce rapport qui demandait le remplacement des six ministères par douze « Commissions exécutives. »
Ce fut un des rares fois où Carnot, sortant de son rôle de « spécialiste de la guerre » au sein du Comité, livre à la postérité un discours sur la politique générale.
Ce décret, qu'on ne peut dissocier du contexte de l'arrestation des « factions », est à la fois typique du discours de l'an II et très intéressant dans les arguments énoncés pour confirmer cette suppression, et pour arriver à percevoir la vision politique de Carnot.
Dans la nuit du 23 au 24 ventôse an II (13 au 14 mars 1794), les principaux meneurs hébertistes sont arrêtés dont Vincent, secrétaire général du ministère de la Guerre. Le procès s'ouvre le 1er germinal (21 mars) et le 4 (24 mars) ils sont condamnés à la peine capitale et exécutés le jour même.
Près de dix jours après le début de ce procès, le Comité fait arrêter le groupe des dantonistes dans la nuit du 10 au 11 germinal 30 au 31 (mars 1794).
Le rapport de Carnot se situe donc entre l'arrestation des dantonistes et le début de leur procès le 13 germinal (2 avril 1794).

## Le décret du 12germinalan II(1eravril 1794)

### Carnotà la tribune de laConvention nationale
Carnot tente de définir, avec clarté, les nouveaux rapports entre le pouvoir politique et le peuple. Il reste dans la droite ligne des inculpations faites contre les ministères.
Le Conseil exécutif provisoire était une institution faite pour servir la tyrannie et les rois : « Une institution créée par les rois pour le gouvernement héréditaire d'un seul, pour le maintien des trois ordres, pour des distinctions et pour des préjugés, pourrait-elle, en effet, devenir le régulateur d'un gouvernement représentatif et fondé sur le principe d'égalité? »
Avant la chute des factions, le Comité voyait comme une attaque dirigée contre lui toute personne qui s'en prendrait au Conseil exécutif, celles-ci éliminées rien ne pouvait empêcher les membres de ce dernier de s'en approprier les idées. Depuis le décret du 14 frimaire an II (4 décembre 1793) sur l'organisation du gouvernement révolutionnaire, les ministres n'avaient plus qu'une existence fictive et ce rapport ne semble donc qu'une formalité.
Pour l'historien Robert Roswell Palmer (1909–2002), la principale conséquence de ce rapport est qu'il met fin à la suppression théorique entre le pouvoir exécutif et pouvoir législatif et qui centralise très clairement l'action du gouvernement. C'est, de fait, dresser l'esquisse d'un véritable gouvernement où le centre se situe dans l'Assemblée élue.
Pour le rapporteur, ce n'est pas le gouvernement qui est le souverain mais bien le peuple. Le pouvoir représentatif de la Convention n'est qu'un pis-aller dont l'idéal serait, comme pour Rousseau, la démocratie directe.
Ainsi, il revient plusieurs fois à l'idée que c'est : « [..] pour remédier autant qu'il se peut à l'inconvénient de ne pouvoir délibérer en assemblée générale » que le peuple a délégué ses fonctions au gouvernement.
Pour les historiens Jean Dhombres et Nicole Dhombres, dans leur ouvrage sur Carnot, celui-ci a du mal à préciser cette notion de « conseil », d'autant que d'autres images se télescopent.
En effet, le gouvernement est défini et perçu comme « la sentinelle chargée de veiller autour du peuple pour en écarter les dangers ». Par conséquent, dans cette perspective, le Comité « se réserve la pensée du gouvernement ».   
Dans un contexte politique dramatique par les divisions au sein de la Montagne et des organes révolutionnaires, le choix des hommes et leurs conditions d'exercices du pouvoir deviennent la pierre angulaire de celui-ci. Sur ce thème, Carnot est incisif et livre sa pensée la plus profonde. En effet, en démocratie rien n'est plus difficile qu'être un homme politique car « [...] le peuple a le malheur attaché à la souveraineté, celui d'être entouré de flatteurs, d'hommes rampants et artificieux que l'ambition dévore, qui le vantent pour le dépouiller, qui le caressent pour l'enchaîner, qui l'ornent pour l'immoler ». En conséquence, le peuple et la démocratie se retrouvent face à deux écueils qui le guettent: la démagogie et l'ambition.
À la différence d'un Robespierre par exemple, le point intéressant qu'il développe c'est qu'il place non pas l’avènement de la démocratie dans une perspective de rupture radicale par rapport à l'histoire mais il insère cet avènement dans une histoire qui le relativise tout en l'inscrivant dans une continuité.
Ainsi pour se prémunir contre l'ambition, il y a un remède simple : l'amovibilité des hommes « [...] quelle que puisse être la pureté de ceux qui ont mérité la confiance du peuple, il est contre la prudence de laisser trop longtemps le pouvoir résider dans les mêmes mains [...] ».
Et il reprend un thème "robespierriste", celui qu'il n'est jamais bon que ce soit les mêmes hommes qui dirigent et guident le peuple. Il faut éviter à tout prix que ces hommes deviennent des "professionnels de la politique". En effet, quand le pouvoir cesse de devenir un fardeau, une charge, un devoir, il faut le lui retirer immédiatement car : « [...] dès qu'il cesse d'être un fardeau pour celui auquel il est confié, il faut le lui retirer, dès qu'il s'en fait une jouissance, il est près de la corruption. ».
Donc le "choix des hommes" doit passer par un triage effectif pour que le gouvernement se prémunisse contre la démagogie de ces mêmes hommes. Ici, il ne se différencie pas de ses collègues. Il y dénonce, pêle-mêle, hébertistes et dantonistes. On y retrouve des accents qui ressemblent fortement au discours de Robespierre du 17 pluviôse an II (5 février 1794) lorsque celui-ci dénonce les diverses factions :
« C'est celui qui va dans les lieux publics pour annoncer de fausses nouvelles, tantôt mauvaises, pour exaspérer les esprits, tantôt follement avantageuses, pour que le bruit qui doit suivre leur fausseté soit un reproche au gouvernement, et au peuple un découragement plus sensible : alliant sans cesse l'imposture à la vérité pour accréditer la première et déshonorer celle-ci ; mêlant partout l'esprit de faction au simple rapport des faits pour enlever tout point d'appui à l'opinion, et étouffer dès son principe l'intérêt que développe naturellement dans le cœur de tout citoyen le récit fidèle de tout ce qui se passe autour de lui ».
Il ne faut pas qu'il « jette au milieu de lui le germe de la cupidité » et qu'il soit épris des « [...] passions qui le décomposent ». Il dénonce aussi ceux qui recherchent « la chimère du mieux possible, le blâme de tout ce qui est, le mécontentement pour tout ce qu'il a, le désir de ce qu'il ne saurait avoir ».
En porte-à-faux, comment doit se distinguer "l'ami du peuple"? Sa qualité maîtresse doit être l'oubli de soi et le dévouement au bien public au détriment même de son intérêt personnel. Il doit être reconnaissable à son langage qui est celui de la vérité et d'une modération mise au service d'une sagesse toute pragmatique. Pour autant, il n'est pas question de faire miroiter aux yeux du peuple un avenir radieux; le véritable patriote est « celui qui sonde ses plaies, qui n'en dissimule ni n'en exagère la profondeur, qui en propose le remède, quelque amer qu'il puisse être, voilà son véritable ami ».
Après le choix des bons individus, faut-il encore définir le cadre dans lequel ils doivent travailler c'est-à-dire une centralisation effective et une limitation temporelle de l'institution des Commissions tout comme l'est le Gouvernement révolutionnaire.
Le Comité doit diriger l'administration, définir les politiques à suivre et représenter l'exécutif : « Les six ministres et le Conseil exécutif provisoire supprimés et remplacés par douze Commissions rattachées au Comité de salut public, sous l'autorité de la Convention nationale, voilà tout le système ». De ce fait, Carnot reste dans la droite lignée du décret du 14 frimaire an II (4 décembre 1793).
Enfin : 
« Le Comité de salut public se réservant la pensée du gouvernement, proposant à la Convention nationale les mesures générales majeures, prononçant provisoirement sur celles que le défaut du temps ou de secret à observer ne permettent pas de présenter à la discussion de l'Assemblée, renvoyant les détails aux diverses Commissions, se faisant rendre compte chaque jour de leur travail, réformant leurs actes illégaux, fixant leurs attributions respectives, centralisant leurs opérations pour leur donner la direction, l'ensemble et le mouvement qui leur sont nécessaires ; chacune de ces Commissions, enfin, exécutant les détails de son ressort, mettant dans ses bureaux le même ordre que le Comité de salut public doit mettre entre elles, présentant chaque jour le résultat de son travail, dénonçant les abus, proposant les réformes qu'elles jugent nécessaires, ses vues de perfection, de célérité et de simplification sur les objets qui la concerne tel est succinctement le tableau de la nouvelle organisation ».
En effet, tout en centralisant l'action des Commissions autour du Comité et de la Convention, ces dernières forment un rouage distinct des autres. Pour exprimer cette idée, l'orateur s'exprime dans un style métaphorique. Ainsi, Lucien Jaume, dans son ouvrage sur le discours jacobin, relève, sur différentes circulaires du Comité, dix références à l'« État-machine. » On retrouve ces images dans ce rapport. Effectivement, nombre des formulations qu'il utilise se rapportent à ce registre de la mécanique : on y retrouve les thèmes de « bras », « leviers » et des termes autour de la notion de « frottement. » Ce sont des « rouages » et c'est par le fonctionnement corrélatif de ces rouages qui constitue la structure de l'ensemble et qui fait « avancer la machine. »
Chacun de ces rouages a une tâche extrêmement spécifique mais pas dissociée. En effet, les Commissions sont complémentaires par rapport aux autres. Il faut les diviser le plus possible sans pour autant nuire à leur fonctionnement dont le centre d'impulsion est le Comité. Il y a donc un principe de subsidiarité entre elles.
Carnot, tout en utilisant la métaphore mécaniciste de l'« État-machine », superpose une autre métaphore organiciste, humaine, celle de l'« État-individu » pour justifier cette centralité où le gouvernement sera doté d'un seul cerveau, le Comité : « Ce n'est qu'en resserrant de plus en plus le faisceau de la République par une organisation nerveuse et indissoluble qu'on peut assurer son unité[..] ».
Si on reste dans la logique et l'imagerie de l'orateur, on arrive inéluctablement à la conclusion que les ministères ne sont plus d'aucunes utilités car ils apparaissent comme sans liens, disparates, autant de cerveaux secondaires disposant chacun d'un pouvoir de commandement sur l'État.
Pourquoi donc douze Commissions? Parce qu'il « reste encore un but à remplir : c'est celui de diviser tellement l'exercice des pouvoirs particuliers qu'en restreignant dans les limites les plus étroites celui de chacun des agents on conserve l'unité de direction et l'ensemble des mesures ».

### Les douze Commissions
- L'article 1 du décret confirme la suppression de ce Conseil et fixe la mise en place effective des Commissions au 1er floréal[5].

- L'article 2 énumère les différentes Commissions qui suppléeront les six ministères. Elles sont numérotées de un à douze. Cette numérotation n'est que symbolique et ne correspond pas à un ordre d'importance mais est fait dans un esprit pratique car le titre de certaines Commissions est relativement long. Pour les citer dans les arrêtés du Comité il est plus aisé d'écrire la 9e Commission que la Commission de l'organisation et du mouvement des armées de terre par exemple[6]:

1. La Commission des administrations civiles, police et tribunaux[7].
2. La Commission de l'instruction publique[8].
3. La Commission de l'agriculture, des arts et manufactures[9].
4. La Commission du commerce et approvisionnements[10].
5. La Commission des travaux publics[11].
6. La Commission des secours publics[12].
7. La Commission des transports militaires, postes et messageries[13].
8. La Commission des finances[14].
9. La Commission de l'organisation et du mouvement des armées de terre[15].
10. La Commission de la marine et des colonies[16].
11. La Commission des armes, poudres et exploitation des mines[17].
12. La Commission des relations extérieures[18].

On peut constater qu'après la lecture de ces douze Commissions, elles ne correspondent presque plus aux anciens ministères.
Ainsi des ex-ministères se sont ceux de la Guerre et de l'Intérieur qui se sont retrouvés les plus démembrés.
Pour le ministère de la Guerre, la direction des opérations militaires relevait de la 9e Commission, les fortifications, la défense des côtes et des frontières échouaient à la 7e Commission. L'armement formait toujours une Commission à part (la 11e). Pour tous ce qui concernait le ravitaillement, l'équipement, le casernement et le campement des armées étaient confiés à la 4e Commission ; les hôpitaux militaires furent rattachés à la Commission des secours publics. Pour ce qui touchait les charrois, remontes et autres relais militaires, cette partie se retrouvait sous la surveillance de la 7e Commission. Enfin, en dernier lieu, la publication des lois, leur envoi aux armées ainsi que l'envoi des journaux revenaient à la Commission des administrations civiles, police et tribunaux.
Par conséquent, sur douze Commissions, sept d'entre elles, se retrouvent investies des fonctions des bureaux de la guerre.
Par ailleurs, le ministère de l'Intérieur fut aussi démembré de la même façon. C'est le démembrement le plus remarquable car, sur douze Commissions, huit remplirent les attributions des bureaux de l'intérieur : 
- Les administrations civiles : la Commission des administrations civiles, police et tribunaux.
- Les hôpitaux civils et tous ce qui concerne les secours publics : La Commission des secours publics.
- Les travaux civils : La Commission des travaux publics.
- Le commerce intérieur et extérieur : La Commission de commerce et approvisionnements.
- L'instruction publique : La Commission de l'instruction publique.
- L'économie rurale, arts et agriculture : La Commission de l'agriculture, des arts et manufactures.
- Les transports civils : La Commission des transports militaires, postes et messageries.
- Le secteur des mines et des manufactures minières : La Commission des armes, poudres et exploitation des mines.

Cette répartition des fonctions des bureaux de la Guerre et de l'Intérieur entre les douze Commissions s'explique par le fait que ces deux ministères étaient le « repaire des factions déchues. » Ainsi le ministère de la Guerre était sous la direction de deux « hébertistes » le ministre Bouchotte et le secrétaire général de ce ministère Vincent. Pour le ministère de l'Intérieur, Garat était lui aussi considéré comme trop proche des « hébertistes. »